# الانیش، پراهوا
الانیش، پراهوا (به لاتین: Aluniș, Prahova) یک منطقهٔ مسکونی در رومانی است.